# Alhaji Kamara
Alhaji Kamara (* 16. April 1994 in Freetown) ist ein sierra-leonischer Fußballspieler. Aktuell steht er in der dänischen Superliga beim FC Midtjylland unter Vertrag und ist an den portugiesischen Zweitligisten CD Mafra verliehen.

## Verein
Kamara begann seine Karriere im Erwachsenenbereich beim FC Kallon aus Freetown, wo er sich zum Nationalspieler in der sierra-leonischen Nationalmannschaft entwickelte. Im Sommer 2012 lieh ihn der schwedische Erstligist Djurgårdens IF bis zum Saisonende aus, der Manager Magnus Pehrsson vereinbarte zudem mit dem abgebenden Klub eine Kaufoption zum Jahresende. Bis zum Ende der Spielzeit 2012 kam er aber nicht über den Status eines Ergänzungsspielers hinaus und bestritt vier seiner fünf Ligaspiele als Einwechselspieler. Im Februar 2013 wechselte auf Leihbasis zum Drittligisten IK Frej in die Division 1, nach einem halben Jahr zog er zum Zweitligisten IFK Värnamo in die Superettan weiter. Dort glänzte er als regelmäßiger Torschütze und führte den im Abstiegskampf befindlichen Klub mit sechs Toren in zehn Spielen in die Relegationsspiele gegen den Abstieg in die Drittklassigkeit. Nach einer 0:1-Hinspielniederlage gegen Dalkurd FF gehörte er beim 5:1-Rückspielerfolg zu den wichtigsten Spielern, als er neben dem dreifachen Torschützen Dzenis Kozica als zweimal treffender Goalgetter erfolgreich war und den Verein zum Klassenerhalt führte.
Im Anschluss wollte IFK Värnamo Kamara weiter verpflichten, woraufhin es zu Diskussionen um den richtigen Ansprechpartner – FC Kallon oder Djurgårdens IF – kam. Letztlich folgte der Stürmer einem Angebot aus der Allsvenskan und schloss sich der IFK Norrköping an, wo er die abgewanderten Torjäger Imad Khalili, der bereits im Spätsommer zu Helsingborgs IF gewechselt war und sich zum Torschützenkönig der Erstliga-Spielzeit 2013 gekrönt hatte, und Gunnar Heiðar Þorvaldsson beerben sollte. In der Spielzeit 2014 erzielte er letztlich zehn Saisontore für seinen neuen Verein und war damit gleichauf mit Emir Kujović als vereinsintern bester Torschütze am Klassenerhalt als Tabellenzwölfter beteiligt.
Nachdem Kamara im März 2015 noch in der Gruppenphase des schwedischen Landespokals für seinen schwedischen Verein aufgelaufen war, wechselte er kurz vor Ablauf der Wechselperiode am Monatsende auf Leihbasis bis Ende November zum malayischen Klub Johor FC, der eine Kaufoption vereinbarte. Daraufhin wechselte er 2016 in die höchste nordamerikanische Fußballliga zu D.C. United. Wiederum nur ein paar Monate später wurde er an Richmond Kickers verliehen. Dann spielte er sechs Monate für al-Taawon in Saudi-Arabien.
Das komplette Jahr 2018 verbrachte er beim moldawischen Erstligisten Sheriff Tiraspol, dann wurde sein auslaufender Vertrag nicht verlängert. Am 19. Februar 2019 gab dann der dänische Erstligist Vendsyssel FF die Verpflichtung Kamaras bekannt. Bereits am 1. Juli 2019 wechselte er zum Ligakonkurrenten Randers FC, wo er sich zum Stammspieler entwickelte.
Im Februar 2024 wechselt er innerhalb der dänischen Superliga (Dänemark) zu FC Midtjylland. Im September 2024 wurde er für den Rest der Saison an CD Mafra verliehen.

## Nationalmannschaft
Von 2014 bis 2015 bestritt er vier A-Länderspiele für Sierra Leone. Bei seinem letzten Einsatz am 13. Oktober 2015 erzielte er im Heimspiel der WM-Qualifikation gegen den Tschad (2:1) das Tor zum zwischenzeitlichen Ausgleich.

## Erfolge
- Schwedischer Meister: 2015
- Moldawischer Meister: 2018

Randers FC 
- Dänischer Pokalsieger: 2021

FC Midtjylland
- Dänischer Meister: 2024